# Club Soccer Mont-Royal Outremont
Club Soccer Mont-Royal Outremont é um clube de futebol semi-profissional canadense com sede nos bairros de Mount Royal e Outremont, em  Montreal. Desde 2013, o clube competiu na Première Ligue de soccer du Québec. Sua equipe feminina compete na divisão feminina do PLSQ desde 2019.

## História
Em 2013, o clube ingressou na Première Ligue de soccer du Québec, uma liga da Divisão III, com um time na divisão masculina. Durante sua temporada inaugural, eles ganharam o título da Liga e a Copa da Liga.
Eles mais uma vez terminaram como campeões da liga em 2015 e 2016. Ao conquistar o título da liga, eles participaram da Inter-Provincial Cup, criada em 2014, contra o campeão da League 1 Ontario para determinar o campeão da Divisão Canadense III. Em 2015, eles foram derrotados pelo Oakville Blue Devils, mas em 2016, eles conquistaram o título ao derrotar o Vaughan Azzurri.
Eles adicionaram uma equipe na divisão feminina do PLSQ para o ano de 2019 com o Lakers du Lac Saint-Louis, que era administrado pela Association Régionale de Soccer du Lac St-Louis da qual são membros, transferindo sua equipe para o CSMRO.
Em 2019, o clube fez uma parceria com o clube da Major League Soccer, Club de Foot Montréal, juntando-se ao seu Centre d'identification et excellencenement (centro de escotismo e desenvolvimento).
Em 2021, eles conquistaram seu quarto título no PLSQ, igualando o recorde do AS Blainville, qualificando-os para o Campeonato Canadense de 2022.

## Títulos
- Première Ligue de soccer du Québec (3): 2013, 2015, 2016
- Coupe PLSQ (1): 2013
- Inter-Provincial Cup (1): 2016